# Лука Драгичевић
Лука Драгичевић (14. новембар 1951, Претиша, Вишеград) је пуковник Војске Републике Српске. Током Одбрамбено-отаџбинског рата командовао је 2. подрињском лаком пјешадијском бригадом и помоћник команданта Сарајевско-романијског корпуса за морал, вјерска и правна питања. Командовао је Вишеградском бригадом ВРС приликом ослобађања Вишеграда 1992.

## Биографија
Гимназију је завршио 1969. у Вишеграду, Ваздухопловну техничку академију, смјер ваздухопловнотехничка служба, 1972. у Рајловцу, а Школу страних језика Југословенске народне армије 1988. године. Службовао је у гарнизонима Краљево, Рајловац и Београд. Службу у Југословенској народној армији завршио је на дужности референта у органу за организацијско-мобилизацијске послове у Школском центру Ратног ваздухопловства и противваздушне одбране у гарнизону Београд, у чину потпуковника. У Војсци Републике Српске је био од 19. јула 1992. до 17. јула 2001. Био је командант 2. подрињске лаке пјешадијске бригаде (до 21. новембра 1992. се звала Вишеградска бригада), начелник штаба тактичке групе и помоћник команданта за морал, вјерске и правне послове у команди Сарајевско-романијског корпуса. У чин пуковника унапријеђен је 16. јуна 1995. У ЈНА је одликован Медаљом за војне заслуге и Орденом за војне заслуге са сребрним мачевима, а у ВРС Орденом Милоша Обилића.
Био је свједок одбране Радована Караџића и генерала Ратка Младића пред Хашким трибуналом.